# Chaetodus exaratus
Chaetodus exaratus är en skalbaggsart som beskrevs av Gilbert John Arrow 1909. Chaetodus exaratus ingår i släktet Chaetodus och familjen Hybosoridae. Inga underarter finns listade i Catalogue of Life.